# Daniel J. Jones
Daniel J. Jones (* 1974 in Pennsylvania) ist ein ehemaliger Mitarbeiter des United States Senate Select Committee on Intelligence. Bekannt wurde er als Leiter der Ermittlungen zur Anwendung von Folter durch die CIA nach den Terroranschlägen am 11. September 2001. Jones ist der Gründer und Präsident von Advance Democracy, Inc. (ADI), einer privaten Forschungseinrichtung zum Themenbereich Verantwortung, Transparenz und Gute Regierungsführung. Jones ist auch der Gründer der Penn Quarter Group, einer privaten Forschungseinrichtung mit Sitz in Washington, D.C.

## Werdegang
Mitte der 1990er Jahre unterrichtete er in Baltimore im Rahmen des Programms Teach For America, das den Dienst an innerstädtischen Schulen fördert. 1997 schloss er ein Studium der Politikwissenschaft am Elizabethtown College Pennsylvania ab und studierte an der Johns Hopkins University und der Kennedy School of Government der Harvard University.
Nach dem 11. September erinnerte er sich, wollte er Einfluss auf die Politik des aufkommenden Krieges gegen den Terrorismus nehmen und suchte Arbeit im Bereich des Kongress der Vereinigten Staaten auf dem Capitol Hill. Denis McDonough, damals Mitarbeiter von Tom Daschle, dem damaligen Führer der Fraktion der Demokraten im Senat, riet Jones, stattdessen mehrere Jahre bei einer Anti-Terror-Agentur wie der CIA oder dem FBI zu arbeiten.
Als Daniel J. Jones Denis McDonough wieder traf, war dieser von Januar 2013 bis Januar 2017 Stabschef des Weißen Hauses während der Regierung von Barack Obama.
Jones war vier Jahre lang beim Federal Bureau of Investigation tätig, bevor er unter der Leitung seines damaligen Vorsitzenden, Senator Jay Rockefeller, dem US-amerikanischen Senate Select Committee on Intelligence beitrat. Jones arbeitete anschließend für Senatorin Dianne Feinstein, als sie Vorsitzende des United States Senate Select Committee on Intelligence wurde.